# جودیتا ساباتائوسکایت
جودیتا ساباتائوسکایت (انگلیسی: Judita Sabatauskaitė؛ زادهٔ ۲۳ مهٔ ۲۰۰۲) بازیکن فوتبال اهل لیتوانی است.
وی همچنین در تیم ملی فوتبال Lithuania بازی کرده‌است.